# 1. Liga (Tschechoslowakei) 1950/51
Die Spielzeit 1950/51 der 1. Liga  war die achte reguläre Austragung der höchsten Eishockeyspielklasse der Tschechoslowakei. Mit insgesamt 18 Punkten setzte sich der ZSJ SKP České Budějovice knapp mit einem Punkt Vorsprung vor der Konkurrenz durch. Für die Mannschaft aus České Budějovice war es ihr erster tschechoslowakischer Meistertitel überhaupt.

## Modus
Die Liga wurde in einer gemeinsamen Hauptrunde aller Mannschaften ausgetragen. Aufgrund der Durchführung von Hin- und Rückspiel ligaweit, betrug die Gesamtanzahl der Spiele pro Mannschaft in der Hauptrunde 14 Spiele. Meister wurde der Hauptrundenerste.  Geplant war der Abstieg der Mannschaften auf den Plätzen sieben und acht, da jedoch im Laufe der Saison eine Aufstockung der Liga auf insgesamt 18 Mannschaften beschlossen wurde, stieg keine Mannschaft ab.

## Tabelle
| Pl. | Team                     | Sp. | S | U | N | Torv. | Pkt. |
| --- | ------------------------ | --- | - | - | - | ----- | ---- |
| 1.  | ZSJ SKP České Budějovice | 14  | 8 | 2 | 4 | 62:54 | 18   |
| 2.  | ZSJ Vítkovické železárny | 14  | 8 | 1 | 5 | 73:45 | 17   |
| 3.  | ZSJ GZ Královo Pole      | 14  | 7 | 3 | 4 | 73:63 | 17   |
| 4.  | ATK Prag                 | 14  | 6 | 2 | 6 | 64:70 | 14   |
| 5.  | Sokol NV Bratislava      | 14  | 6 | 2 | 6 | 61:75 | 14   |
| 6.  | ZSJ ČSSZ Prostějov       | 14  | 5 | 2 | 7 | 58:56 | 12   |
| 7.  | ZSJ OD Prag              | 14  | 5 | 2 | 7 | 65:65 | 12   |
| 8.  | ZSJ Slavia Pardubice     | 14  | 3 | 2 | 9 | 43:71 | 8    |

Bester Torschütze der Liga wurde Čeněk Pícha von Meister ZSJ SKP České Budějovice, der in den 14 Spielen seiner Mannschaft 24 Tore erzielte.

### Meistermannschaft des ZSJ SKP České Budějovice
| Torhüter      | Karel Kroupa, Jiří Kolouch, Jan Vodička                                                                                           |
| Abwehrspieler | František Vacovský, Charypar, Vladislav Mizera, Stanislav Pícha, Václav Lenc, Jan Lidral                                          |
| Stürmer       | Vintíř Němec, František Mizera, Čeněk Pícha, Pešek, Leopold Vávra, Karel Bílek, Václav Kalista, Karel Oberleitner, Ladislav Horák |
| Trainer       | Jan Kališ (offiziell), František Mizera (de facto als Spielertrainer)                                                             |